# Gelazjusz II
Gelazjusz II (łac. Gelasius II, właśc. Jan Coniulo z Gaety OSB; ur. między 1060 a 1064 w Gaecie, zm. 29 stycznia 1119 w Cluny) – papież w okresie od 24 stycznia 1118 do 29 stycznia 1119.

## Życiorys

### Wczesne życie
Prawdopodobnie był spokrewniony z biskupem Tusculum Giovannim Minuto (zm. ok. 1094). Wstąpił do zakonu benedyktynów na Monte Cassino i tam kształcił się pod opieką mnicha Alberyka i opata Dezyderiusza, późniejszego papieża Wiktora III (1087). W sierpniu 1088 pojawił się w otoczeniu papieża Urbana II jako subdiakon Świętego Kościoła Rzymskiego. Kilka tygodni później (prawdopodobnie 23 września 1088) został wyświęcony na kardynała diakona Santa Maria in Cosmedin. W 1089 został kanclerzem Stolicy Apostolskiej; urząd ten sprawował aż do wyboru na papieża. Po roku 1116 wycofał się z czynnej pracy w kurii do opactwa Montecassino. Ponownie został wezwany do Rzymu po śmierci Paschalisa II (21 stycznia 1118).

### Pontyfikat
Giovanni Coniulo, człowiek w podeszłym wieku, został papieżem w wyniku papieskiej elekcji 24 stycznia 1118. Przybrał imię Gelazjusz II. Jego wybór spotkał się z oporem procesarskiej frakcji w Rzymie, której przewodził ród Frangipanich. Krótko po elekcji baron Cenzio Frangipani uwięził Gelazjusza II, który został jednak uwolniony w wyniku buntu Rzymian. Mimo to Gelazjusz II musiał opuścić Wieczne Miasto, z powodu zbrojnej wyprawy cesarza Henryka V do Rzymu. 9 i 10 marca 1118 zostały mu udzielone święcenia i został konsekrowany w Gaecie. W tym samym czasie Henryk V opanował Rzym i zażądał powrotu papieża, by rozstrzygnąć spór o inwestyturę drogą pokojową. Gelazjusz odmówił, proponując odbycie jeszcze jednego synodu w Mediolanie lub Cremonie. Wówczas Henryk mianował antypapieża w osobie Maurycego z Bragi, który przyjął imię Grzegorz VIII. W konsekwencji, papież rzucił klątwę na cesarza i na antypapieża, a gdy król wyjechał z miasta, Gelazy powrócił do Rzymu. Ponieważ miasto było jednak opanowane, jesienią tego samego roku, Gelazjusz II udał się na wygnanie do Francji. 23 października dotarł do Marsylii, a następnie do Saint-Gilles, gdzie spotkał Norberta z Xanten i pobłogosławił jego działalność. Następnie udał się do opactwa w Cluny, gdzie zmarł w 29 stycznia 1119 roku.
Gelazjusz II w ciągu swego pontyfikatu mianował jednego kardynała – został nim Pietro Ruffino, krewny Paschalisa II, mianowany na konsystorzu 9 marca 1118.